# Amalthea (biljni rod)
Amalthea, rod crvenih algi iz porodice Halymeniaceae kojemu pripadaju dvije morske vrste: A. freemaniae iz Novog Zelanda, opisana 2014. i  A. rubida, 2016., otkrivena kod Korejskog poluotoka

## Vrste
1. Amalthea freemaniae D'Archino & W.A.Nelson, 2014
2. Amalthea rubida H.W.Lee & M.S.Kim, 2016